# Municipio de Zacualpan de Amilpas
El municipio de Zacualpan de Amilpas es uno de los 36 municipios del estado mexicano de Morelos. Su cabecera es la localidad de Zacualpan de Amilpas.

## Geografía
El municipio de Zacualpan de Amilpas colinda al norte con los municipios de Ocuituco y Tetela del Volcán; al oeste con el municipio de Yecapixtla; al sur con el Municipio de Temoac; y al este con el Estado de Puebla.

## Demografía

### Localidades
En el censo de 2020 el municipio de Zacualpan contaba con 16 localidades.
| Código INEGI    | Localidad                  | Población (2020) |
| --------------- | -------------------------- | ---------------- |
| 170320006       | Tlacotepec                 | 5 428            |
| 170320001       | Zacualpan de Amilpas       | 3 742            |
| 170320010       | La Presa                   | 357              |
| 170320027       | Colonia Guadalupe Victoria | 250              |
| 170320012       | Barranca Amatzinac         | 50               |
| 170320019       | La Compuerta               | 27               |
| 170320032       | Colonia Emiliano Zapata    | 26               |
| 170320025       | Agua Tepechi               | 21               |
| 170320024       | Rancho Toribio Rivera      | 14               |
| 170320026       | Campo del Anono            | 13               |
| 170320028       | Colonia Mariano Escobedo   | 10               |
| 170320018       | Campo San Andrés           | 6                |
| 170320029       | Las Presas                 | 6                |
| 170320014       | Curiel                     | 5                |
| 170320022       | Rancho Vicente Sandoval    | 5                |
| 170320031       | Campo Potrerillo           | 5                |
| Total municipal | Total municipal            | 9 965            |

## Gobierno
| Presidente municipal             | Periodo   | Partido | Partido                              |
| -------------------------------- | --------- | ------- | ------------------------------------ |
| Agustín López Amador             | 1958-1961 |         | Partido Revolucionario Institucional |
| Buenaventura Juárez Barreto      | 1962-1964 |         | Partido Revolucionario Institucional |
| Antioco García Neri              | 1964-1967 |         | Partido Revolucionario Institucional |
| Irineo Vidal Vega                | 1967-1970 |         | Partido Revolucionario Institucional |
| Juan García Barreto Vidal        | 1970-1973 |         | Partido Revolucionario Institucional |
| Reyes Martínez Amado             | 1973-1976 |         | Partido Revolucionario Institucional |
| David Anzurez Sandoval           | 1976-1979 |         | Partido Revolucionario Institucional |
| José García Neri                 | 1979-1982 |         | Partido Revolucionario Institucional |
| Ángel García Barreto             | 1982-1985 |         | Partido Revolucionario Institucional |
| Roberto Baheza Sánchez           | 1985-1988 |         | Partido Revolucionario Institucional |
| Félix Vidal Vidal                | 1988-1991 |         | Partido Revolucionario Institucional |
| Gonzalo Cerezo Vargas            | 1991-1994 |         | Partido Revolucionario Institucional |
| Gonzalo Barreto Vázquez          | 1994-1997 |         | Partido Revolucionario Institucional |
| Ofelio Barreto Caniza            | 1997-2000 |         | Partido Civilista Morelense          |
| Alberto González Tlacotla        | 2000-2003 |         | Partido Civilista Morelense          |
| Erik Martínez Sánchez            | 2003-2006 |         | Partido de la Revolución Democrática |
| Irineo Jaime González Tlacotla   | 2006-2009 |         | Partido Revolucionario Institucional |
| Ángel García Yáñez               | 2009-2012 |         | Partido Verde Ecologista de México   |
| Clemente Barreto Turijan         | 2013-2015 |         | Partido Revolucionario Institucional |
| Zenón Barreto Ramos              | 2016-2018 |         | Partido Revolucionario Institucional |
| Roberto Adrián Cázares González  | 2019-2021 |         | Partido Acción Nacional              |
| Daniel Fernando Domínguez Ocampo | 2022-2024 |         | Partido Encuentro Solidario          |